# Amaxia tierna
Amaxia tierna är en fjärilsart som beskrevs av William Schaus 1920. Amaxia tierna ingår i släktet Amaxia och familjen björnspinnare. Inga underarter finns listade i Catalogue of Life.